# 周墨
周墨（1469年—？），字文卿，直隸蘇州府太倉州（今江蘇太倉市）人，明朝政治人物。

## 生平
弘治十四年應天府鄉試舉人，弘治十八年（1505年）乙丑科進士。授刑部主事，因忤劉瑾，謫襄陽通判，升知州，卒於官。

## 家族
曾祖父周以舟，承事郎；祖父周杞；父周燧，母徐氏；繼母凌氏。具庆下。兄周坤，正德三年進士。弟弟周壂、周埜、周坦。